# Położnicze badanie ultrasonograficzne

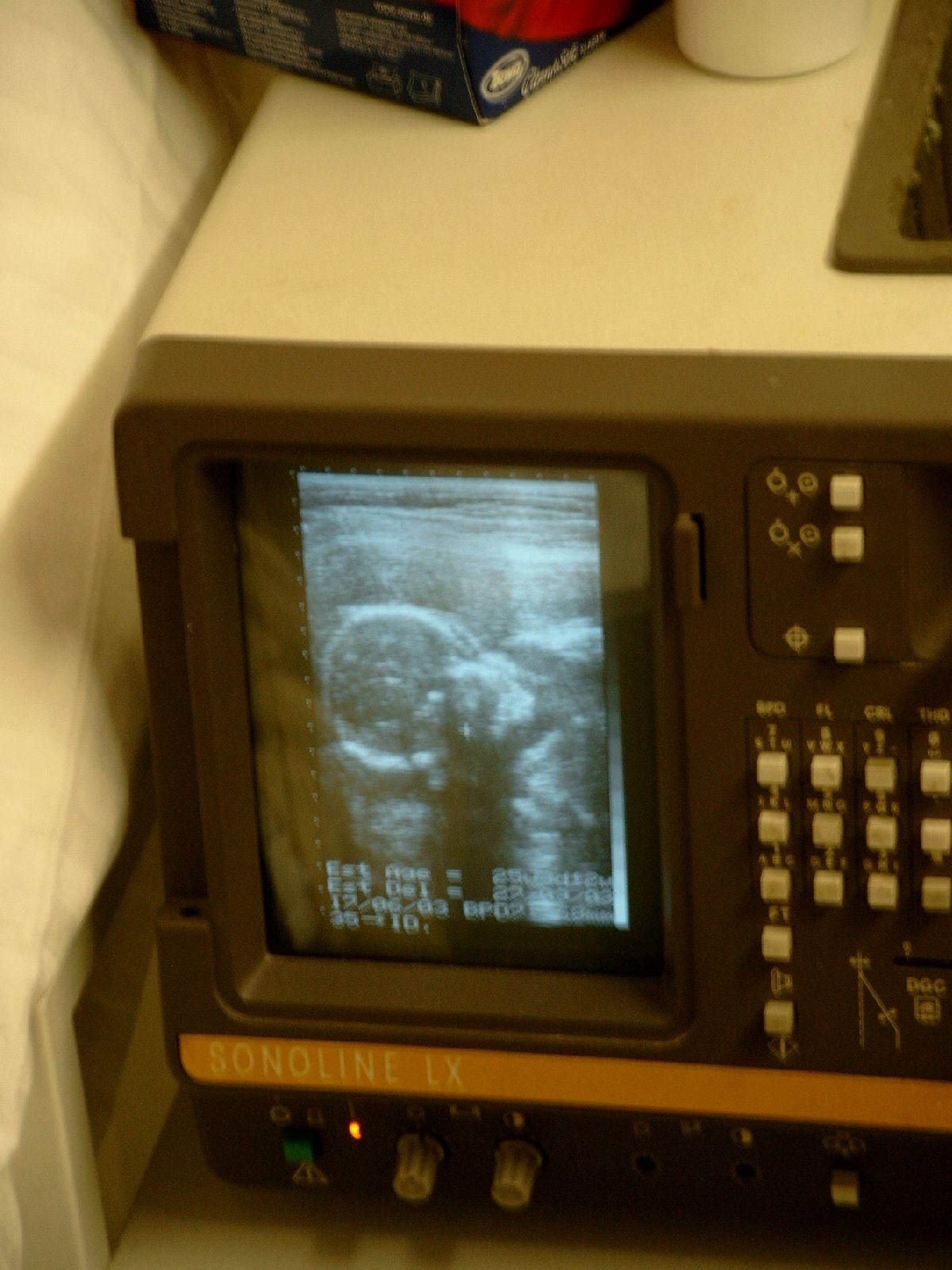
Obraz uzyskany w ultrasonografii widoczny w czasie rzeczywistym na ekranie urządzenia

Położnicze badanie ultrasonograficzne, położnicze badanie USG jest obecnie standardem badania kobiety w ciąży. W prawidłowo przebiegającej ciąży obejmuje trzy badania:
- w 11.-14. tygodniu ciąży (Hbd)
- w 20. Hbd (±2)
- w 30. Hbd (±2).

Obrazowanie płodu jest już możliwe od 4.-5. Hbd. Badanie USG płodu jest bezpieczne, zaleca się jednak wykonywać je tylko ze ścisłych wskazań medycznych, zgodnie z zasadą ALARA (ang. as low as reasonably achievable).

## Parametry oceniane w standardowym badaniu płodu
- czynność serca płodu (FHR)
- liczba i położenie płodu (płodów)
- jakościowa lub półilościowa ocena objętości płynu owodniowego
- lokalizacja łożyska, ocena jego wyglądu i położenia względem ujścia wewnętrznego kanału szyjki macicy
- ocena sznura pępowinowego
- wiek ciążowy
  - pomiar odległości ciemieniowo-siedzeniowej (CRL)
  - wymiar dwuciemieniowy (BPD)
  - obwód główki (HC)
  - długość kości udowej (FL)
- masa ciała płodu
- obrazowanie wewnętrznych narządów płciowych matki
- budowa płodu

## Badanie ultrasonograficzne do 10. Hbd

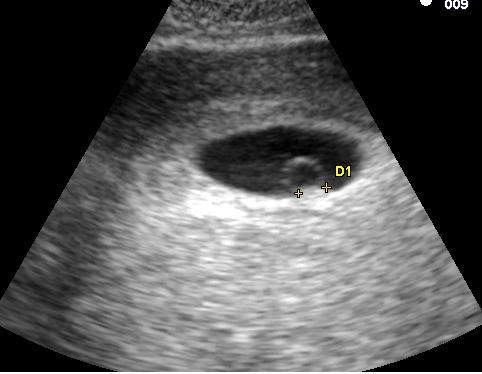
Płód w 5. Hbd.

Badanie USG we wczesnej ciąży zalecane jest w przypadku podejrzenia poronienia zagrażającego i jest niezbędne dla wczesnego rozpoznania ciąży ektopowej.
Wskazania do badania USG w tym okresie:
- potwierdzenie ciąży wewnątrzmacicznej
  - ocena wieku ciążowego
  - rozpoznanie lub ocena ciąży wielopłodowej
  - stwierdzenie czynności serca płodu
- podejrzenie ciąży ektopowej
- określenie przyczyny krwawienia z macicy
- określenie etiologii bólu w miednicy
- jako badanie pomocnicze w przypadku punkcji kosmówki, transferu zarodka, określania położenia i usuwania wkładki wewnątrzmacicznej
- ocena zmian w narządach miednicy matki i (lub) nieprawidłowości budowy narządu rodnego
- podejrzenie ciąży zaśniadowej.

W tym okresie badanie ma na celu:
- uwidocznienie i określenie położenia jaja płodowego
- ocena wieku ciążowego
- uwidocznienie czynności serca płodu
- ocena rozwoju ciąży
- ocena liczby zarodków, kosmówkowości i owodniowości ciąży.

## Badanie ultrasonograficzne między 11. a 14. Hbd

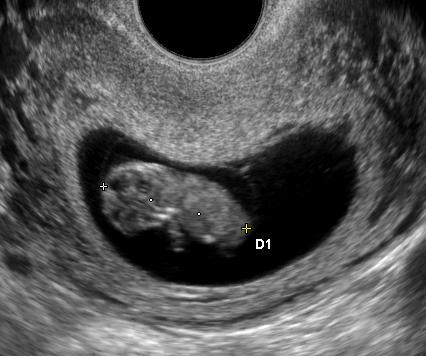
USG płodu w 10. Hbd.

Badanie USG płodu między 11. a 14 Hbd wykonywane jest sondą dopochwową lub brzuszną.
Wskazania do badania USG w II i III trymestrze
- dokładna ocena wieku ciążowego (pomiar CRL)
- ocena wzrostu płodu
- diagnostyka krwawień z dróg rodnych
- ból brzucha albo ból zlokalizowany w miednicy,
- niewydolność cieśniowo-szyjkowa
- ocena położenia płodu
- diagnostyka ciąży wielopłodowej
- jako badanie pomocnicze w czasie amniocentezy
- stwierdzenie istotnej różnicy między wielkością macicy a wiekiem ciążowym
- ocena guza w miednicy mniejszej
- podejrzenie ciąży zaśniadowej
- jako badanie pomocnicze podczas zakładania szwu okrężnego na szyjkę macicy
- podejrzenie ciąży ektopowej
- podejrzenie ciąży obumarłej
- podejrzenie nieprawidłowości budowy macicy
- ocena dobrostanu płodu
- podejrzenie nieprawidłowej objętości płynu owodniowego (małowodzie lub wielowodzie)
- podejrzenie oddzielenia się łożyska
- jako badanie pomocnicze w przypadku zewnętrznego obrotu płodu na główkę
- przedwczesne pęknięcie pęcherza płodowego (PROM) i (lub) poród przedwczesny,
- nieprawidłowe wyniki oznaczeń markerów biochemicznych
- długofalowa obserwacja wrodzonych wad płodu
- długofalowa obserwacja położenia łożyska w przypadku podejrzenia łożyska przodującego
- wady wrodzone płodu w poprzednich ciążach
- ocena dobrostanu płodu w późnym okresie ciąży.

Parametry oceniane w badaniu między 11. a 14. Hbd
- ocena budowy jaja płodowego:
  - echo płodu
  - stwierdzenie prawidłowej budowy pęcherzyka żółtkowego (do końca 12. Hbd)
  - stwierdzenie prawidłowej budowy owodni i kosmówki
  - kosmówkowatość (liczba kosmówek) w ciąży wielopłodowej
- ocena czynności serca płodu (FHR)
- długość ciemieniowo-siedzeniowa (CRL)
- wymiar dwuciemieniowy główki płodu (BPD)
- ocena anatomii płodu.
- przezierności karkowej (NT)
- oceny obecności i pomiar kości nosowej (NB).

Wykonanie badania USG między 11. a 14. tygodniem ciąży z oceną przezierności karkowej (NT) oraz kości nosowej (NB) i innymi markerami zespołów wad wrodzonych powinno się odbyć w ośrodku referencyjnym według zasad Fetal Medicine Foundation. 

## Badanie ultrasonograficzne między 18. a 22. Hbd
Badanie USG w tym okresie pozwala na precyzyjną ocenę anatomii płodu i rozpoznanie wad płodu.
Wady wrodzone rozpoznawane po 20. Hbd:
- przepuklina rdzeniowa
- przepuklina mózgowa
- wodogłowie
- holoprozencefalia
- zespół Dandy'ego-Walkera
- wrodzona gruczolakowatość torbielowata płuc
- wrodzona przepuklina przeponowa
- przepuklina pępowinowa
- wytrzewienie
- atrezja dwunastnicy
- atrezja jelita cienkiego
- wrodzone guzy płodu (np. potworniak okolicy krzyżowo-guzicznej).

## Badanie ultrasonograficzne serca płodu
Badanie to powinno obejmować ocenę:
- zawartości klatki piersiowej płodu
- wielkości i położenia serca płodu
- symetrii przedsionków, komór i ich połączeń
- połączeń między komorami w wielkimi naczyniami
- skrzyżowania wielkich naczyń.

Serce badane jest głowicą brzuszną w następujących przekrojach:
- poprzeczny przekrój przez klatkę piersiową i górną część jamy brzusznej
- przekrój czterołamowy
- przekrój trójnaczyniowy
- droga wypływu z lewej komory
- droga wypływu z prawej komory
- oś krótka serca
- przekrój przez łuk aorty.

Wrodzone wady serca rozpoznawane po 20. Hbd:
- wspólny kanał przedsionkowo-komorowy
- ubytek w przegrodzie międzykomorowej
- zespół hipoplazji lewego serca
- tetralogia Fallota
- przełożenie wielkich pni tętniczych
- wspólny pień tętniczy
- atrezje zastawek
- stenozy zastawek
- koarktacja aorty
- zaburzenia rytmu.

## Dokumentacja badania
Zaleca się udokumentowanie przeprowadzonego badania w formie opisowej i fotograficznej lub cyfrowej lub filmowej. Opis wyniku powinien zawierać:
- imię i nazwisko ciężarnej
- imię i nazwisko operatora
- rodzaj aparatu USG
- datę
- czas trwania ciąży (datę ostatniej miesiączki).